# Jon Mayer

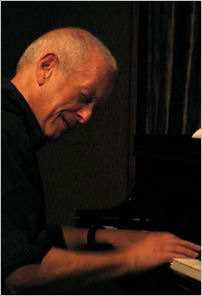
Jon Mayer (2013)

Jon Mayer (* 7. September 1938 in New York City) ist ein  amerikanischer  Jazzmusiker (Piano und Komposition).

## Leben und Wirken
Mayer  der in einer musikalischen Umgebung aufwuchs, hörte als Jugendlicher Charlie Parker auf einer Live-Aufnahme von Jazz at the Philharmonic; in der Folge war das Altsaxophon für ihn das Instrument der Wahl, bis er sich auf der Highschool umentschied.  Nach klassischem Unterricht an der High School of Music and Art in Manhattan (Abschluss 1956) studierte er kurzzeitig an der Manhattan School of Music.
Er trat zunächst mit Pete LaRoca und Ray Draper auf, um dann in der Bigband von Kenny Dorham und im Quartett von Tony Scott (anstelle von Bill Evans) zu spielen. 1957 nahm er mit Jackie McLean (Strange Blues) auf, dann mit John Coltrane (I Talk to the Trees). In den 1960er Jahren trat Mayer in Paris mit Chet Baker auf; dann arbeitete er mit dem Thad Jones/Mel Lewis Orchestra, Kai Winding, Sarah Vaughan und The Manhattan Transfer und als Studiomusiker. Songs von ihm wurden von Les McCann, Nancy Wilson, Vicki Carr oder Gladys Knight interpretiert. In den 1980er Jahren zog Mayer nach Los Angeles, wo er mit Freddie Hubbard, McCann und eigenen Bands spielte. Erst 1995 erhielt er die Gelegenheit, sein Debütalbum aufzunehmen.

## Diskographische Hinweise
- Round Up the Usual Suspects (Pullen 1995, mit Ron Carter, Billy Higgins)
- Do It Like This (1998, mit Ernie Watts)
- Rip Van Winkle (1999, mit Bob Maize, Harold Mason)
- Full Circle (2002´, mit Rufus Reid, Victor Lewis)
- The Classics (Reservoir, 2004, mit Rufus Reid, Willie Jones III)
- Strictly Confidential (2005, mit Chuck Israels, Arnie Wise)
- My Romance (2006, mit Rufus Reid, Dick Berk)
- So Many Stars (2007, mit Rufus Reid, Roy McCurdy)
- Nightscape (2009, mit Rufus Reid, Roy McCurdy)
- The Art of the Ballad (2014, solo)